# Você Me Acende
Você Me Acende é o segundo álbum de estúdio do cantor e compositor brasileiro Erasmo Carlos, lançado em 1966.
É conhecido principalmente por sua faixa-título (versão de Erasmo para "You Turn Me On", de Ian Whitcomb), "Gatinha Manhosa" (em pareceria com Roberto Carlos) e "A Carta" (de Raul Sampaio e Benil Santos), que foi regravada para o álbum Homem de Rua (1992) com a participação de Renato Russo.

## Faixas
Lado A
| N.º | Título                                    | Compositor(es)                      | Duração |  |
| 1.  | "Você Me Acende (You Turn Me On)"         | Ian Whitcomb. Versão: Erasmo Carlos | 2:56    |  |
| 2.  | "O Carango"                               | Carlos Imperial, Nonato Buzar       | 2:04    |  |
| 3.  | "A Carta"                                 | Benil Santos, Raul Sampaio          | 3:25    |  |
| 4.  | "Peço a Palavra"                          | Erasmo Carlos, Roberto Carlos       | 1:39    |  |
| 5.  | "Cuide Dela Direitinho (Treat Her Right)" | Roy Head. Versão: Erasmo Carlos     | 2:07    |  |
| 6.  | "S.O.S."                                  | Getúlio Côrtes, Leno                | 3:09    |  |

Lado B
| N.º            | Título                                    | Compositor(es)                                   | Duração |  |
| 7.             | "É Duro Ser Estátua"                      | Erasmo Carlos, Roberto Carlos                    | 2:04    |  |
| 8.             | "O Homem da Motocicleta (Motorcycle Man)" | Smokey Robinson. Versão: Erasmo Carlos           | 2:50    |  |
| 9.             | "Gatinha Manhosa"                         | Erasmo Carlos, Roberto Carlos                    | 2:49    |  |
| 10.            | "Deixa de Banca (Les Cornichons)"         | James Booker, Nino Ferrer. Versão: Erasmo Carlos | 2:35    |  |
| 11.            | "O Disco Voador"                          | Leno                                             | 2:41    |  |
| 12.            | "Alô Benzinho"                            | Erasmo Carlos, Roberto Carlos                    | 3:02    |  |
| Duração total: | Duração total:                            | Duração total:                                   | 37:26   |  |

| Faixas bônus da reedição de 2005 |                       |                             |         |  |
| N.º                              | Título                | Compositor(es)              | Duração |  |
| 13.                              | "Sou Feliz com Mamãe" | Roberto Carlos, Luis Carlos | 3:08    |  |
| 14.                              | "O Pica-Pau"          | Renato Corrêa, Lílian       | 2:59    |  |

## Desempenho nas paradas
"Você Me Acende", "Gatinha Manhosa" e "A Carta" entraram no top 10 nacional reproduzido pela Billboard.

## Legado
Segundo o jornalista Pedro Alexandre Sanches, em termos de gêneros e temas, o álbum é caracterizado por intercalar "mimos melados para menininhas" com "uma pancada de temas furiosos de blues rock", dando corpo ao nascente rock brasileiro. Os maiores sucessos do álbum foram regravados diversas vezes: "Gatinha Manhosa", por exemplo, foi gravada por Leo Jaime, Adriana Calcanhotto, Renato e seus Blue Caps, Leonardo, Golden Boys, Chay Suede e Ed Maciel.